# Siø
Siø is een klein eiland in de Deense gemeente Langeland. Het eiland is 1,3 km² groot en heeft 16 inwoners (2015).
Siø wordt door de Siødam verbonden met het eiland Tåsinge en door de Langelandsbrug met het eiland Langeland. De Primærrute 9 tussen Svendborg en Maribo loopt over het eiland.